# Troncal Amazónica Alterna
La Troncal Amazónica Alterna (E45A) es una carretera ecuatoriana, en las provincias amazónicas de Sucumbíos, Orellana, y Napo.

## Descripción
Su inicio al norte se da en la ciudad de Nueva Loja (Lago Agrio) en la Provincia de Sucumbíos.  En esta ciudad, la Troncal Amazónica Alterna (E45A) nace como una rama alterna de la Troncal Amazónica (E45).  Una nota destacable es que en esta región, la Troncal Amazónica (E45) comparte ruta con la Transversal Fronteriza (E10) y por tanto lleva la denominación (E45/E10). 
A partir de Nueva Loja, la Troncal Amazónica Alterna (E45A) avanza en dirección sur y pasa por la localidad de La Joya de los Sachas en la Provincia de Orellana y por la ciudad de Puerto Francisco de Orellana (El Coca) también en la Provincia de Orellana. Partiendo de Francisco de Orellana, la troncal cambia orientación en sentido suroeste hasta llegar a la localidad de Loreto en la Provincia de Orellana. De Loreto, la troncal se extiende en dirección occidental hasta desembocar nuevamente en la Troncal Amazónica (E45) cerca de la localidad de Cotundo (aproximadamente a medio camino entre las localidades de Baeza y Archidona) en la Provincia de Napo. 
Una nota destacable es que el tramo de la Troncal Amazónica Alterna (E45A) entre Francisco de Orellana y la confluencia con la Troncal Amazónica (E45) es compartido con la Transversal Norte (E20) por lo que lleva la denominación E45A/E20.

## Localidades destacables
De norte a sur:
- Nueva Loja, Sucumbios
- La Joya de los Sachas, Orellana
- El Coca, Orellana
- Loreto, Orellana